# Hard edge

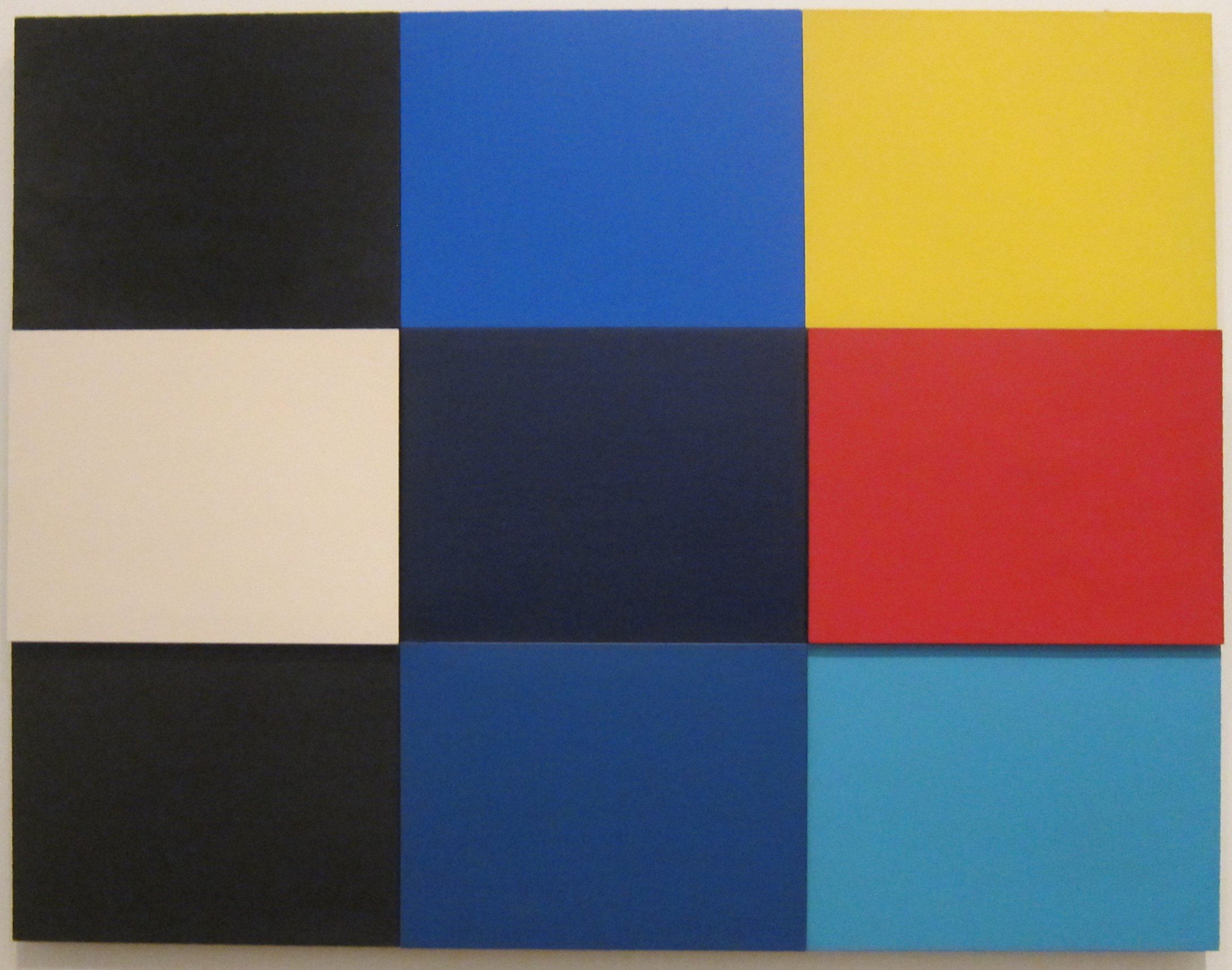
Ellsworth Kelly: Méditerannée (1952)

Hard edge is een stroming in de schilderkunst. Het kan gezien worden als een substijl van postabstract-expressionisme, wat op zijn beurt weer voortkwam uit Colorfield Painting.

## Geschiedenis
De term werd in 1959 bedacht door de Californische criticus en schrijver Jules Langster om abstracte kunstenaars aan de westkust van de Verenigde Staten te beschrijven die in hun reactie, op de meer geschilderde en gebarende vormen van het abstracte expressionisme, een zekere onpersoonlijke gebruik van schilderen aannamen en vlakken omlijnde met kleuren van een zekere helderheid en scherpte. Deze benadering voor abstract schilderen werd extreem wijd gebruikt in de jaren 60 al was Californië het creative centrum van de schilderstijl.
De Harde edge stijl is gerelateerd aan: op-art, Abstract expressionisme, Colorfield Painting en geometrische abstractie.
Andere, eerdere, bewegingen of stijlen bevatten ook deze hoeveelheid hard edge (harde hoeken) o.a. de precisionisten lieten op een zeker niveau ook deze kwaliteit in hun werk zien. Hard edge kan figuratief maar ook niet representatief (natuurlijke voorwerpen worden niet realistisch/herkenbaar weergegeven) zijn.

## Andere kunstenaars
Deze geometrische abstracte stijl doet denken aan het vroegere werk van Josef Albers en Piet Mondriaan. Andere kunstenaars die met deze "harde edge" stijl kunnen worden geassocieerd zijn: Richard Anuszkiewicz, Victor Vasarely, Bridget Riley, John Plumb, Max Bill, Richard Paul Lohse, Robert Irwin, David Simpson, Barnett Newman, Nassos Daphnis, Agnes Martin, Myron Stout, Al Held, Ludwig Sander, Burgoyne Diller, Ellsworth Kelly, Alexander Liberman, Gene Davis, John Levee, Morris Louis, Larry Zox, Brice Marden, Ronald Davis, Ronnie Landfield, Larry Poons, Charles Hinman, Sven Lukin, Leo Valledor, David Diao, Pat Lipsky, Kenneth Noland, Neil Williams, David Novros, Ad Reinhardt, Frank Stella, Leon Polk Smith, Guy Vandenbranden, Sean Scully, Peter Halley, Mária Balážová, Robert Indiana en Jack Youngerman.